# Rudolf Forster
Rudolf (Heribert Anton) Forster (né le 30 octobre 1884 à Gröbming, mort le 25 octobre 1968 à Bad Aussee) est un acteur autrichien.

## Biographie
Forster fait ses études au Conservatoire de Vienne. Il commence la scène en 1903. Il fait des tournées avant d'intégrer le Theater in der Josefstadt. Il fait la Première Guerre mondiale de 1915 à 1918. Il participe à son premier film muet en 1919. De 1920 à 1932, il est membre du Schauspielhaus de Berlin sous la direction de Leopold Jessner.
Lors du cinéma muet, il tient le rôle de l'ambitieux Junkers Detlev dans La Chronique de Grieshuus, un grand projet de l'UFA adapté d'un livre de Theodor Storm, le poète Scarron dans l'adaptation de la pièce Die Hose de Carl Sternheim ou le dirigeant d'un groupuscule d'extrême droite dans Feme de Richard Oswald. Son premier film parlant est L'Opéra de quat'sous de Georg Wilhelm Pabst en 1931. Il joue souvent des personnes de la haute bourgeoisie. Dans Hohe Schule, il est un comte qui se fait passer pour un voltigeur, dans … nur ein Komödiant (de) un acteur qui joue un duc, dans Yorck, il est même Frédéric-Guillaume III de Prusse.
En 1938, il épouse en Californie, l'actrice Eleonora von Mendelssohn (de). Il se remarie en 1944 avec Wilhelmine Karoline Klara Schachschneider.
Après un court engagement à Broadway, il revient au cinéma et au théâtre en 1940. Dans le film de propagande Wien 1910, il interprète Karl Lueger. Après la Seconde Guerre mondiale, il joue surtout au théâtre dans les deux états allemands.
Durant les années 1960, il tourne dans des films policiers comme La Serrure aux treize secrets, Le Bourreau de Londres ou Le Retour du docteur Mabuse.

## Filmographie
| - 1919: Goldminen der Großstadt - 1920: Morel, der Meister der Kette - 1920: Kurfürstendamm - 1920: Der Schieberkönig - 1920: Moj - 1920: Der Schädel der Pharaonentöchter - 1921: Die Amazone - 1921: Amor am Steuer - 1921: Die Jagd nach der Wahrheit - 1921: Der ewige Fluch - 1922: Frau Sünde - 1922: Am Rande der Großstadt - 1922: Die Schuhe einer schönen Frau - 1922: Das Licht um Mitternacht - 1922: Erdgeist - 1922: Lydia Ssanin - 1923: Adam und Eva - 1923: Auferstehung - 1923 : Tragödie der Liebe de Joe May - 1923: Fräulein Fob (Fröken Fob) - 1923: Die Insel der Tränen - 1924: Horrido - 1925: La Chronique de Grieshuus - 1926: Sein großer Fall - 1927: Pique Dame - 1927: La Culotte (Die Hose) - 1927: Feme - 1930: L'Opéra de quat'sous | - 1930: Ariane - 1931 : Yorck de Gustav Ucicky - 1932: La Comtesse de Monte-Christo - 1932: Der träumende Mund - 1932: Morgenrot - 1934: Hohe Schule - 1935: … nur ein Komödiant (de) - 1937: Sottises - 1939: Island of Lost Men - 1939: North of Singapore - 1942: Wien 1910 - 1943: Der gebieterische Ruf - 1944: Ein Blick zurück / Am Vorabend - 1944: Fahrt ins Glück - 1950: Der Mann, der zweimal leben wollte - 1950: Unvergängliches Licht - 1950: Rêves mortels - 1952: L'Auberge du Cheval-Blanc - 1954: Victoria et son hussard - 1954: Rittmeister Wronski - 1955: Spionage - 1955: Mon premier amour - 1955: Régine - 1956: Waldwinter - 1956: Liane la sauvageonne - 1956: Antonia en uniforme (Kaiserjäger) - 1956: Spielbankaffäre | - 1957: ...und führe uns nicht in Versuchung - 1957: Die unentschuldigte Stunde - 1957: Skandal in Ischl (de) - 1958: Man müßte nochmal zwanzig sein - 1958: Éva ou Les carnets secrets d'une jeune fille - 1959: Et tout le reste n'est que silence - 1959: Morgen wirst du um mich weinen - 1959: Laß mich am Sonntag nicht allein - 1959: Der liebe Augustin - 1960: Le Verre d'eau - 1960: Le Joueur d'échecs - 1960: Les Révoltés du bagne - 1961: Via Mala - 1961: La Grande Roue - 1961: Le Retour du docteur Mabuse - 1962: Les Liaisons douteuses - 1962: Er kann’s nicht lassen (de) - 1963: Le Cardinal - 1963: Moral 63 (de) - 1963: Le Bourreau de Londres - 1964: La Serrure aux treize secrets - 1964: Tonio Kröger - 1964: Wälsungenblut - 1965: Pleins feux sur Stanislas - 1966: Grieche sucht Griechin - 1968: La tour de Nesle - 1969: Von Haut zu Haut |